# Sam McQueen
Samuel James "Sam" McQueen (6 Fevereiro 1995) é um ex-jogador inglês que atuava como lateral-esquerdo.

## Carreira

### Categorias de base
Sam McQueen chegou ao Southampton com 8 anos de idade, atuando nas categorias de base do clube inglês. Ele fez parte do grupo que chegou 2° lugar em 2008 do grande torneio Dr. Pepper Dallas Cup, perdendo para o Barcelona por 1-0. Vem de uma geração de ouro que conta com James Ward-Prowse, Luke Shaw, Calum Chambers, Harrison Reed e Jake Sinclair.

### Estreia no Profissional
Estreou na equipe profissional em 15 de Fevereiro de 2014 pela quinta rodada da FA Cup enfrentando o Sunderland. McQueen assinou um novo contrato de 4 anos em 17 de Junho de 2014.

## Títulos
- Vice Campeão DR. Pepper Dallas Cup - 2008